# ラヴェナ・カヴル
ラヴェナ・カヴル（Lavena Cavuru、1994年6月28日 - ）は、フィジーの女子ラグビーユニオン及びラグビーリーグ選手。

## プロフィール
- フィジー出身。
- ポジションはスタンドオフ(SO)[1]。
- 身長 154cm、体重 64kg

## 略歴
2021年、東京五輪の7人制女子フィジー代表に選ばれて銅メダル獲得。
2024年、パリ五輪の7人制女子フィジー代表に選ばれた。